# Petite Spatule
Platalea minor
Espèce
Statut de conservation UICN

 EN A3ce : En danger
La Petite Spatule (Platalea minor) a l’aire de répartition la plus restreinte de toutes les spatules, et c’est la seule à être actuellement considérée comme menacée. Confinée aux régions côtières d’Asie orientale, il semble qu’elle était jadis commune dans la majeure partie de son aire de répartition. Actuellement, elle n’est connue comme nicheuse que sur quelques petites îles rocheuses au large de la côte occidentale de la Corée du Nord (ex.: ile Tok), tandis qu’il existe trois sites d’hivernage situés à Hong Kong, à Taïwan et au Viêt Nam, ainsi que quelques autres endroits où on l’a observée en migration.
La population mondiale de cette espèce, basée sur les comptages hivernaux effectués en 1988-1990 dans tous les sites connus, est estimée à 288 individus. La population nicheuse de Corée du Nord ne dépasse pas trente oiseaux, ce qui implique qu’il doit exister une autre colonie qui n’a pas encore été découverte, et qui se situe peut-être dans le Nord-Est de la Chine, par exemple sur les îles du Liaoning (proches de la zone de nidification coréenne).
On pense que la cause principale du déclin de cette espèce est la destruction de son habitat, plus particulièrement la « valorisation » des vasières intertidales pour l’agriculture, et plus récemment pour l’aquaculture et l’industrialisation. La guerre de Corée (1950-1953) a dû elle aussi avoir un impact négatif sur l’espèce, car les oiseaux cessèrent de nicher en Corée du Sud à cette époque. Au Japon, où elle était un hivernant commun, elle devint fort rare à cette même époque, et au cours des dernières années il n’y a jamais eu un hiver où l’on ait observé plus de cinq oiseaux.
Actuellement, l’espèce est raisonnablement bien protégée en Corée du Nord, où les îlots de nidification au large des côtes ont été déclarés zone de protection avec restriction d’accès. Il subsiste néanmoins plusieurs menaces, principalement dans les zones d’hivernage. La demande de terrains à affecter à l’industrie est grande dans les sites d’hivernage de Taïwan, alors que ceux situés au Viêt Nam sont convertis en élevages de crevettes bien qu’ils se trouvent au sein d’une réserve soumise à la convention de Ramsar. À Hong Kong, les dérangements par les pêcheurs et les récolteurs de coquillages empêchent souvent les oiseaux de se nourrir à marée basse. Par-dessus le marché, avec l’expansion continue des populations humaines d’Extrême-Orient, la pollution va probablement devenir un problème important.